# 卒業 (ZONEの曲)
「卒業」（そつぎょう）は、日本のガールズロックバンド・ZONEのメジャー12作目（通算13作目）のシングル。

## 概要
- 前作「僕の手紙」から約4ヶ月ぶり、アルバム『N』からの先行シングル。前年のTAKAYOの脱退を受けて加入したTOMOKA参加後初のシングルでもある。
- 今作よりレーベルゲートCDを改良したレーベルゲートCD2規格と従来のCD規格の2形態で発売された。
- 「H・A・N・A・B・I〜君がいた夏〜」以来2作ぶりのノンタイアップシングルとなった。
- 初回生産仕様の特典として5種類中1種のプロフィールカード型カレンダーが同梱された。また、初回生産仕様でない通常盤でも初回生産仕様とは別絵柄のカレンダーが同梱された。
- オリコン初登場5位を獲得。10作連続のトップ10入りを果たした。

## 収録曲
1. 卒業 [4:24]
作詞・作曲：町田紀彦
編曲：ha-j
当初はシングルになる予定はなく、『N』の収録曲だったが、メンバーの希望で急遽表題曲として発表されたポップ・ロックテイストの楽曲[1]。
2. アルバム [4:01]
作詞・作曲：町田紀彦
編曲：石塚知生
3. 卒業 (backing track) [4:24]
作曲：町田紀彦
編曲：ha-j
表題曲のバッキングトラックバージョン。
4. アルバム (backing track) [3:56]
作曲：町田紀彦
編曲：石塚知生
カップリング曲のバッキングトラックバージョン。

## 収録アルバム
- N (#1)
- E 〜Complete A side Singles〜 (#1)
- ura E 〜Complete B side Melodies〜 (#2)
- ZONEトリビュート〜君がくれたもの〜 (Disc2 #1)